# Katharine Bradley
Katharine Bradley née le 1er mars 1891 décédée le 1er avril 1987 à Illinois, aux États-Unis, est une actrice de cinéma et une créatrice de costumes, connue notamment pour son rôle dans le film Peer Gynt (1941),,, dirigé par David Bradley, où elle interprète la pure Solveig (que Peer Gynt quitte pour partir faire fortune au Maroc, comme esclavagiste) et comme costumière de Julius Caesar (1950), également réalisé par David Bradley, d'après la pièce Jules César de William Shakespeare.